# فيكتور بيتمان
فيكتور بيتمان (بالإنجليزية: Victor Bateman)‏ هو لاعب كرة قدم أسترالي، ولد في 4 أغسطس 1904 في Parkside, South Australia ‏ في أستراليا، وتوفي في 29 أبريل 1972 في أديلايد في أستراليا.